# Гер'є Володимир Іванович
Гер'є Володимир Іванович (Guerrier, 17 (29) травня 1837, Ховріно, Московська губернія — 30 червня 1919, Москва) — російський історик, громадський діяч, член-кореспондент Петербурзької АН (1902), професор загальної історії Московського університету (1868—1904), засновник Московських вищих жіночих курсів.

## Життєпис
Народився в підмосковному селі Ховріно в сім'ї нащадків вихідців з Гамбурга, що приїхали до Росії наприкінці XVIII століття. Рано втратив батьків і виховувався у родичів. Протестантського віросповідання.
Середню освіту здобув у Москві в парафіяльному училищі при євангелічно-лютеранській церкві Петра і Павла на Козьмодем'янській вулиці (нині Старосадський провулок), у приватному пансіоні Еннеса. У 1854 році вступив на історико-філологічний факультет Московського університету. По закінченні курсу на словесному факультеті Московського університету, був залишений при університеті для приготування до професорського звання і, разом з тим, зробився викладачем літератури й історії в Першому московському кадетському корпусі. У 1862 році захистив магістерську дисертацію: «Боротьба за польський престол в 1733 р.» і був відправлений за кордон, де пробув три роки (у Німеччині, Італії та Парижі).
Обраний у доценти на кафедрі загальної історії, він почав викладати в Московському університеті з 1865 року. У 1868 р. їм була захищена дисертація: «Лейбніц і його століття», на ступінь доктора, після чого він видав, на підставі матеріалів, що знаходяться в Ганновері, книгу про відносини Лейбніца до Петра Великого і збірник документів з листування цього філософа, що відносяться до Росії. Почав свою викладацьку роботу з читання курсів історії середньовіччя. Герье, ставши професором, головним чином зосередив свої інтереси на викладанні періоду між римською і новою історією. Його курси завжди відрізнялися систематичністю, змістовністю і широтою поглядів. Він започаткував семінар з загальної історії в Московському університеті.
З 1872 до 1905 рік стояв на чолі заснованих ним Московських вищих жіночих курсів.

## Політична діяльність
З 1906 року — член Державної ради Російської імперії за призначенням. У політичній діяльності він примкнув до октябристів.
Гласний Московської міської думи, працював у різних думських комісіях. З 1888 до 1905 роки він був головою комісії, яка розробила організацію піклування про бідних, введену в 1894 р., влаштувала будинок для народних розваг і представила Державній думі проект страхування домашньої прислуги.
Похований на П'ятницькому цвинтарі в Москві.

## Праці
- (рос.)«Очерк развития исторической науки»(1866)
- (фр.)«L'abbe de Mably» (1886)
- (рос.)«Понятие о власти и народе в наказах 1789 г.» (1884)
- (рос.)«Идея народовластия накануне революции 1789 г.»
- (рос.)«Зодчие и подвижники Божьего царства. Блаженный Августин»
- (рос.)«Апостол нищеты и любви. Франциск из Ассизи»
- (рос.)«Французская Революция в освещении Тэна»
- (рос.)«Первая Государственная дума»
- (рос.)«Вторая Государственная дума»
- (рос.)«Второе раскрепощение — закон 9 ноября 1906 г.»
- (рос.)«Значение третьей Думы в Истории России» (1912)
- (рос.)«Речь об Александре и Наполеоне в 1812 г.»